# The Star-Spangled Banner

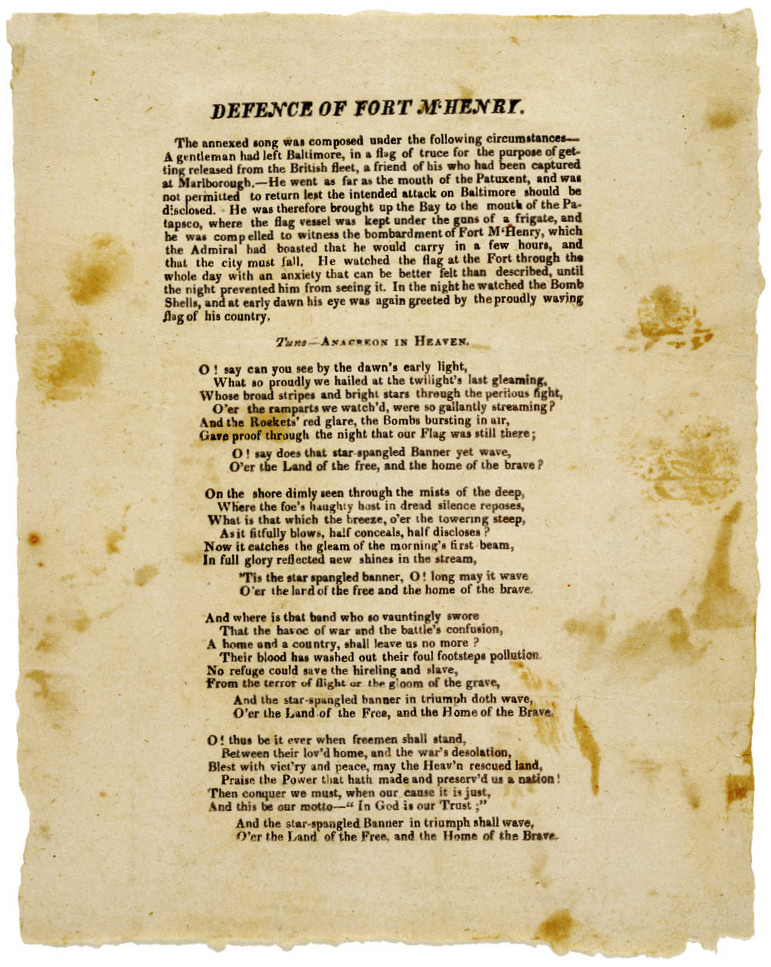
Eine der fünf Urschriften des Star-Spangled Banner, von denen nur noch zwei erhalten sind

The Star-Spangled Banner („Das sternenbesetzte Banner“) ist seit dem 3. März 1931 die offizielle Nationalhymne der Vereinigten Staaten von Amerika (USA). Den Text schrieb 1814 Francis Scott Key. Er wollte damit seine Freude über den Sieg Amerikas über die Briten zum Ausdruck bringen, die in der Nacht im Zuge des Kriegs von 1812 Fort McHenry bei Baltimore mit ihren Kriegsschiffen schwer bombardiert hatten. Der Grund für seine Reverenz an die Flagge der Vereinigten Staaten (das „Sternenbanner“) war seine Erleichterung darüber, dass sie am Tag nach den britischen Angriffen noch immer über dem Fort wehte.
Die Melodie stammt aus dem populären englischen Trinklied To Anacreon in Heaven von John Stafford Smith. 1916 erhielten die amerikanischen Militärkapellen von Präsident Woodrow Wilson die Anweisung, dieses Lied zu offiziellen Anlässen zu spielen. Erst 1931 wurde neben dem Text auch die verbindliche Melodie für die Hymne offiziell festgelegt.

## Text
Bei offiziellen Anlässen wird normalerweise nur die erste Strophe des Star-Spangled Banner gesungen.

### Original
| 1814 | | | |
| 1. O! say can you see by the dawn’s early light, What so proudly we hailed at the twilight’s last gleaming, Whose broad stripes and bright stars through the perilous fight, O’er the ramparts we watched, were so gallantly streaming? And the rockets’ red glare, the bombs bursting in air, Gave proof through the night that our flag was still there; O! say does that star-spangled banner yet wave, O’er the land of the free and the home of the brave?                                                          | 2. On the shore dimly seen through the mists of the deep, Where the foe’s haughty host in dread silence reposes, What is that which the breeze, o’er the towering steep, As it fitfully blows, half conceals, half discloses? Now it catches the gleam of the morning’s first beam, In full glory reflected now shines in the stream: ’Tis the star-spangled banner, O! long may it wave O’er the land of the free and the home of the brave.                   | 3. And where is that band who so vauntingly swore That the havoc of war and the battle’s confusion, A home and a country, should leave us no more? Their blood has washed out their foul footsteps’ pollution. No refuge could save the hireling and slave From the terror of flight, or the gloom of the grave: And the star-spangled banner in triumph doth wave, O’er the land of the free and the home of the brave.                                                       | 4. O! thus be it ever, when freemen shall stand Between their loved home and the war’s desolation. Blest with vict’ry and peace, may the Heav’n rescued land Praise the Power that hath made and preserved us a nation! Then conquer we must, when our cause it is just, And this be our motto: „In God is our trust;“ And the star-spangled banner in triumph shall wave O’er the land of the free and the home of the brave!                                       |
| Übersetzung | | | |
| 1. O sagt, könnt ihr sehen im frühen Licht der Morgendämmerung, was wir so stolz grüßten im letzten Schimmer der Abenddämmerung? Dessen breite Streifen und helle Sterne die gefahrvollen Kämpfe hindurch über den Wällen, die wir bewachten, so stattlich wehten? Und der Raketen grelles, rotes Licht, die in der Luft explodierenden Bomben, bewiesen die Nacht hindurch, dass unsere Flagge noch da war. O sagt, weht dieses sternenbesetzte Banner noch immer über dem Land der Freien und der Heimat der Tapferen? | 2. Am Ufer noch eben zu sehen durch die Nebel der Tiefe Wo des Feindes hochmütiges Heer in fürchtender Stille ruht Was ist es, was die Brise über dem sich auftürmenden Steilhang, Wenn sie zuckend weht halb verbirgt, halb enthüllt? Nun erfasst es den Schimmer des ersten Morgenstrahls In voller Pracht reflektiert scheint es nun im (Licht-)Strom. ’s ist das Sternenbanner! O möge es lange wehen über dem Land der Freien und der Heimat der Tapferen! | 3. Und wo ist die Gruppe die sich rühmend geschworen dass die Verwüstung des Kriegs und die Wirren der Schlacht ein Heim und ein Land nimmermehr uns lassen sollten? Ihr Blut hat schon ausgewaschen die Verunreinigung ihrer stinkenden Fußstapfen Keine Zuflucht konnte retten die Söldlinge und Sklaven vor dem Schrecken der Flucht oder dem Dunkel des Grabes. Und das sternenbesetzte Banner wird im Triumph wehen über dem Land der Freien und der Heimat der Tapferen! | 4. O, so sei es auf immer wo freie Männer stehen Zwischen ihren geliebten Heimen und der Verwüstung des Kriegs! Gesegnet mit Sieg und Frieden möge das vom Himmel gerettete Land die Macht preisen die uns eine Nation hat gemacht und bewahrt. Dann müssen wir siegen wenn unsere Sache gerecht ist. Und dies sei unser Motto: „Wir vertrauen auf Gott.“ Und das sternenbesetzte Banner möge im Triumph wehen über dem Land der Freien und der Heimat der Tapferen! |

## Entstehungsgeschichte

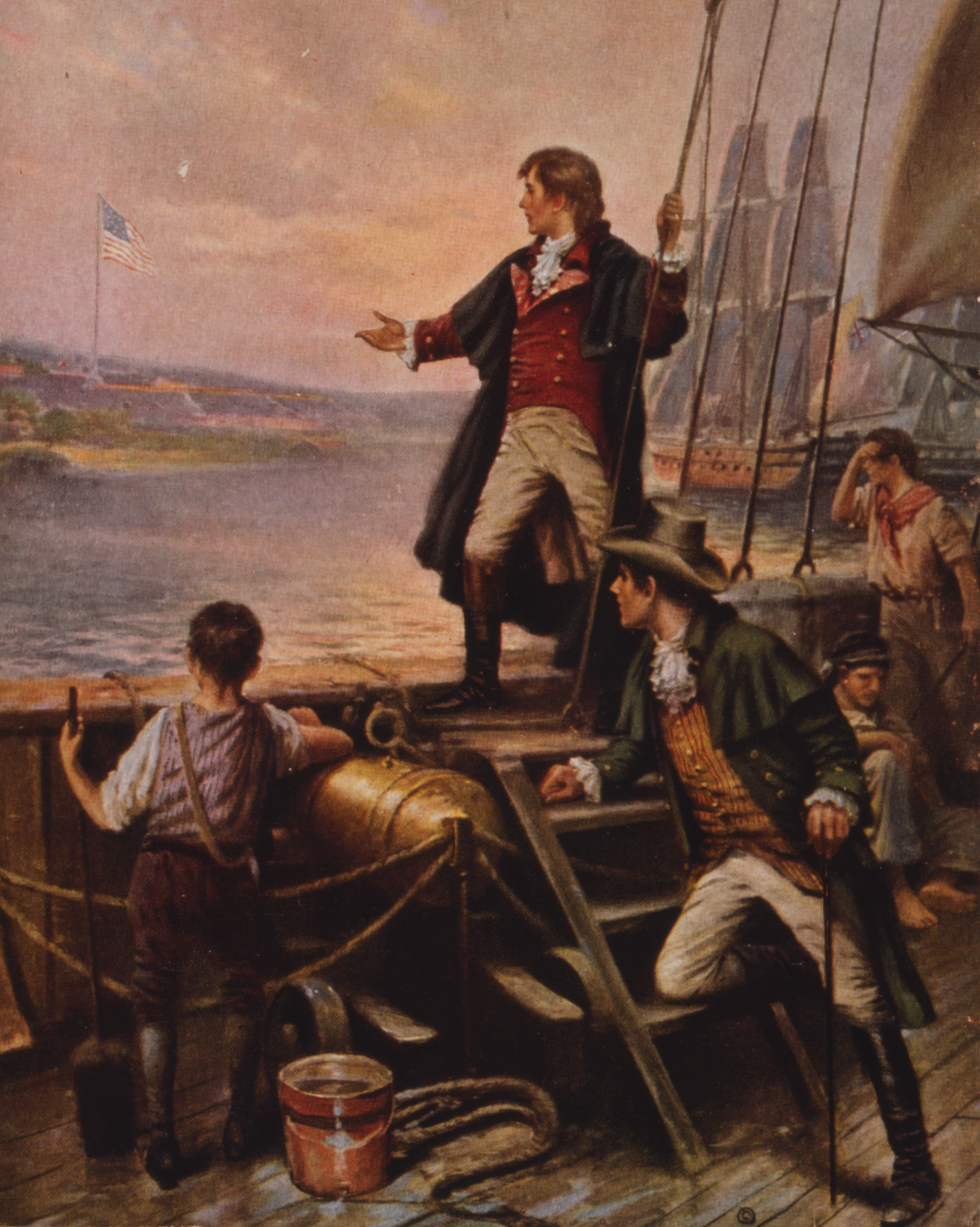
Francis Scott Key auf einem Boot, der rechte Arm ausgestreckt zu der über Fort McHenry wehenden amerikanischen Flagge. Historiengemälde von Edward Percy Moran (1862–1935).

Am 13. September 1814, während des Britisch-Amerikanischen Krieges, befand sich Francis Scott Key zusammen mit John Stuart Skinner auf der HMS Minden, um die Freilassung eines Freundes, William Beanes, zu erreichen. Dieser war in Washington, D.C. gefangen genommen worden, da ihm vorgeworfen wurde, bei der Gefangennahme britischer Soldaten geholfen zu haben. Key und Skinner gingen am 7. September an Bord der HMS Tonnant und sprachen mit General Robert Ross und Admiral Alexander Cochrane während des Essens, als diese auch Kriegspläne besprachen. Anfangs lehnten Ross und Cochrane es ab, den gefangenen Beanes freizulassen. Sie gaben jedoch bald nach, als ihnen Key und Skinner Briefe von verwundeten britischen Gefangenen zeigten, die Beanes und anderen Amerikanern für ihre Behandlung dankten.

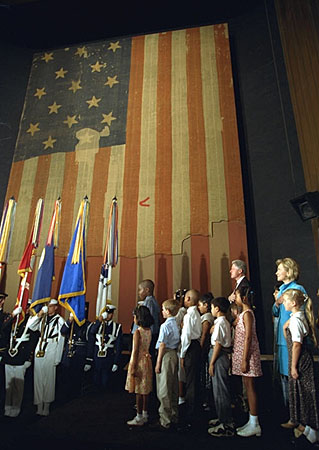
Die originale (ergänzte) Flagge von Fort Henry, mit 15 Sternen, als Hintergrund des Pledge of Allegiance der Clintons, 1998

Da Key und Skinner Pläne des Angriffs auf Baltimore mitbekommen hatten, wurden sie bis zum Ende der Schlacht gefangengehalten; erst an Bord der HMS Surprise, danach auf der HMS Minden, auf der sie hinter den Reihen der britischen Flotte auf das Ende der Schlacht warteten. Am 13. September begann der Angriff, und das Bombardement der Stadt dauerte 25 Stunden lang an. Am Ende der Schlacht am darauf folgenden Morgen wurde Key vom amerikanischen Sieg inspiriert; vor allem durch das Bild der noch immer gehissten amerikanischen Flagge inmitten der Zeugnisse der Schlacht.
Mit den in der dritten Strophe genannten Söldnern waren britische Soldaten gemeint. Dass dort daneben Sklaven genannt sind, erklärt sich durch damalige Gerüchte, die Briten hätten Sklaven zum Aufstand ermutigt und bewaffnet.
Am nächsten Tag schrieb Key ein Gedicht an Bord des Schiffes auf die Rückseite eines Briefes, den er noch in seiner Tasche hatte. Nachdem er mit Skinner in Baltimore angekommen war, beendete er das Gedicht, das er Defence of Fort McHenry nannte, im Indian Queen Hotel. Später gab Key seinem Schwager Joseph Nicholson sein Gedicht, der bemerkte, dass es zu der Melodie von To Anacreon in Heaven passte. Nicholson ließ das Gedicht am 17. September anonym drucken; drei Tage später erschien es im Baltimore Patriot und im The American mit der Bemerkung Tune: Anacreon in Heaven. Wenig später veröffentlichte Thomas Carr Text und Melodie zusammen unter dem Namen The Star-Spangled Banner, unter dem es schnell bekannt wurde.

## Spanische und weitere nicht-englische Versionen
Während des Sezessionskrieges wurde in den Konföderierten Staaten von Amerika zur selben Melodie eine Abwandlung des Liedes unter dem Titel The Flag of Secession gesungen.
Im Zuge der Diskussion über den rechtlichen Status von Einwanderern wurde 2006 eine spanische Version mit Latino-Rhythmik unter dem Titel Nuestro Himno (Unsere Hymne) aufgenommen. Sie ist jedoch keineswegs die erste fremdsprachige Version der US-Nationalhymne (und auch nicht als solche gedacht) und auch nicht die erste spanische Version. Diese wurde schon 1909 vom US-Erziehungsministerium veröffentlicht. Die neue Version von Nuestro Himno wurde von Künstlern wie Gloria Trevi, Carlos Ponce und Olga Tañón aufgenommen und am 28. April 2006 veröffentlicht. Die spanische Version der Hymne gilt als eine Antwort auf die Diskussion über eine Verschärfung der US-amerikanischen Einwanderungsgesetze. Konservative Kreise fordern die massenhafte Abschiebung illegaler Einwanderer. Nuestro Himno steht stellvertretend für die Latino-Immigranten, unter denen sich Schätzungen zufolge über zehn Millionen illegale Einwanderer befinden. Entgegen den Vorstellungen der an der Produktion Beteiligten wird aber das Stück nicht nur als Ausdruck des Zugehörigkeitsgefühls zu den Vereinigten Staaten von Amerika aufgefasst, sondern zum Teil auch als Verunglimpfung der Nationalhymne und Ablehnung des Wertesystems der amerikanischen Gesellschaft gedeutet.
1851 erschien eine deutsche Übersetzung des englischen Texts von Hermann Seele, der 1823 in Hildesheim geboren wurde und 1843 nach Amerika ausgewandert war. Er schrieb die Fassung wahrscheinlich für den Sängerbund in Texas, die Version verbreitete sich rasch unter Deutschamerikanern.
| 1. O! Sagt, könnt ihr seh’n in des Morgenroths Strahl, Was so stolz wir im scheidenden Abendroth grüßten? Die Sterne, die Streifen, die wehend vom Wall, Im tödlichen Kampf uns den Anblick versüßten? Hoch flattere die Fahne in herrlicher Pracht, Beim Leuchten der Bomben durch dunkle Nacht. O! Sagt, ob das Banner, mit Sternen besä't, Über’m Lande der Freien und Tapferen noch weht? | 2. Vom Strand aus zu seh’n durch die Nebel der See, wo Feindes Schaar ruhet in drohendem Schweigen, Was ist’s das die Wind' auf befestigter Höh' mit neckendem Weh’n bald verhüllen, bald zeigen? Jetzt faßt es der Sonne hell leuchtenden Strahl, Jetzt scheint es vom Berge, jetzt weht’s über’s Thal. O! Es ist ja das Banner mit Sternen besä't, Das über’m Land der Freien und Tapferen noch weht. | 3. Und wo ist die Band', die verwegentlich schwor, Dass die Gräuel des Krieges, das Wüthen der Schlachten, Sollt' rauben uns Heimath und Vaterlands Flor? Ihr Herzblut bezahle das frevelnde Trachten. Keine Gnade noch Schonung für Herr und für Knecht, Nur Tod sei die Loosung, dann sind wir gerächt. Und siegreich das Banner mit Sternen besä’t, Überm Lande der Freien und Tapferen noch weh’t. | 4. Und wo die Männer für Freiheit und Vaterland Vereinigt stehn, da sende von Oben, Den Kämpfern errettend die mächtige Hand, Die Freien, die müssen den Vater dort loben. Gerecht ist die Sache, auf Gott wir vertrau’n. D’rum sei die Loosung, auf ihn wir fest bau’n Und siegreich das Banner, mit Sternen besä't, Über’m Lande der Freien und Tapferen noch weht. |

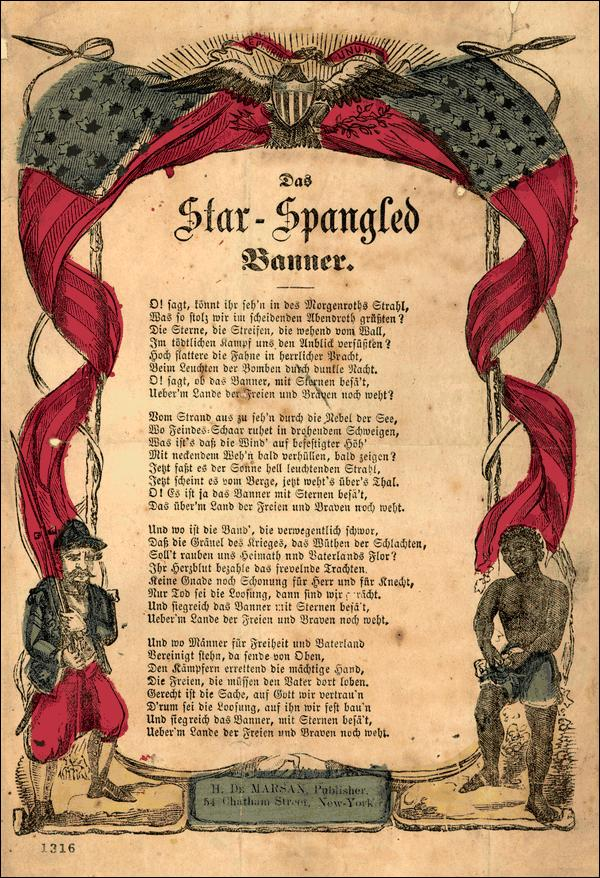

Walter D. Kamphoefner, Historiker und Migrationsforscher an der A&M University in Texas, stellte bei seinen Studien fest, dass diese deutsche Fassung noch im Jahr 1917 an überwiegend von deutschsprachigen Schülern besuchten Schulen in Illinois gesungen wurde. Mit dem Eintritt der USA in den Ersten Weltkrieg hörte das schlagartig auf.

## Weitere Darbietungen

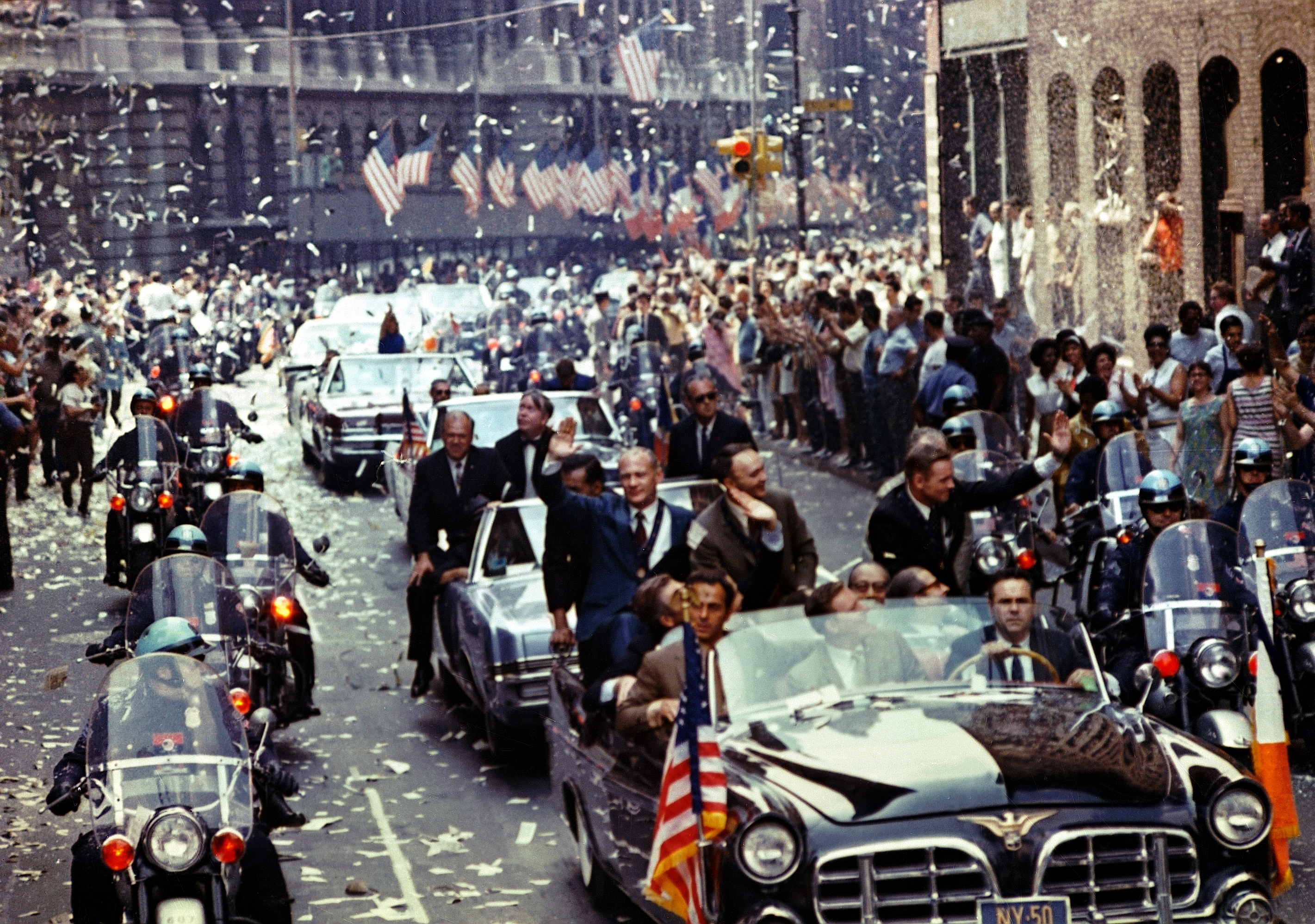
Ein Höhepunkt des US-Patriotismus: Konfettiparade für die Apollo 11-Astronauten in New York am 13. August 1969

- Der deutsche Komponist  Hugo Kaun komponierte einen symphonischen Festmarsch für großes Orchester (op. 29) auf diese Melodie.
- Im Herbst 1968 trug José Feliciano die Nationalhymne während der Baseball World Series als sehr persönliche, langsame Latino-Jazz-Version vor. Das war umstritten, manche nannten seine Darbietung unpatriotisch. Die Aufnahme wurde als Single veröffentlicht und kam in den Billboard-Charts unter die ersten 50 Plätze.
- Eine noch größeres Aufsehen erregende Darbietung, die allerdings erst ab März 1970 durch den zugehörigen Woodstock-Film samt Soundtrack-Album weithin bekannt wurde, stammt von Jimi Hendrix auf dem Woodstock-Festival vom August 1969. Zwei Tage nach der Konfettiparade in New York zur Feier der erfolgreichen Mondlandungs-Astronauten ließ der ehemalige Fallschirmjäger-Soldat Hendrix, in Woodstock zudem in den Nationalfarben red, white and blue gekleidet, die Melodie der Hymne gemäß dem Text von 1812 in auf der Gitarre erzeugtem Kriegslärm untergehen. Dies wurde bereits kurz nach dem Festival kontrovers aufgenommen, und auch noch später, etwa unter dem Eindruck des Kent-State-Massakers von Nationalgarde an Studenten im Mai 1970, von der Öffentlichkeit als Protest gegen Vietnamkrieg und Polizeigewalt aufgefasst. Er selbst sagte bereits im September 1969  in der Dick Cavett Show[7], er habe die Hymne als patriotischen Akt an sein Heimatland gespielt.[8]
- Whitney Houston sang 1991 eine Soul-Version beim Super Bowl XXV, die als Single herausgebracht wurde und 1991 auf Platz 20 und 2001 auf Platz 6 der Charts landete, das zweite Mal nach der Version von José Feliciano, dass die Hymne in den Billboard Hot 100 war.
- Bei Woodstock II 1994 trat der Primus-Bassist Les Claypool mit Sternenbanner-Hemd auf und spielte auf seinem Bass auch die Nationalhymne im Hendrix-Stil an[9]
- 2000 brachte Radmilla Cody die Navajo-Version von The Star-Spangled Banner („Dah Naatʼaʼí Sǫʼ bił Sinil“) heraus
- 2006 veröffentlichte die ursprünglich aus dem Post-Industrial-Umfeld stammende slowenische Band Laibach eine Coverversion unter dem Titel America auf dem Album Volk, auf dem sie Nationalhymnen nachspielte.
- Die kanadische Band Daylight for Deadeyes[10] veröffentlichte am 26. Februar 2013 eine Coverversion.

## Verhaltensvorschriften
Title 36 des United States Code, Section 301 regelt die erwartete Haltung beim Spielen der Nationalhymne:
Conduct during playing
During a rendition of the national anthem –
(1) when the flag is displayed –
(A) all present except those in uniform should stand at attention facing the flag with the right hand over the heart;
(B) men not in uniform should remove their headdress with their right hand and hold the headdress at the left shoulder, the hand being over the heart; and
(C) individuals in uniform should give the military salute at the first note of the anthem and maintain that position until the last note; and
(2) when the flag is not displayed, all present should face toward the music and act in the same manner they would if the flag were displayed.
Übersetzung:
Verhalten während der Darbietung der Nationalhymne
1) Wenn die Flagge gehisst ist,
a) sollen alle Anwesenden mit Ausnahme derjenigen, die eine Uniform tragen, sich stehend zur Flagge wenden und die rechte Hand auf das Herz legen;
b) sollen Männer, die keine Uniform tragen, ihre Kopfbedeckung mit ihrer rechten Hand abnehmen und sie so an die linke Schulter halten, dass sich ihre Hand über dem Herzen befindet;
c) sollen uniformierte Personen von der ersten bis zur letzten Note der Hymne salutieren.
2) Ist keine Flagge gehisst, sollen sich alle Anwesenden in die Richtung der Musik wenden und sich so verhalten, als würde die Flagge gezeigt.